# Museo delle carrozze (Napoli)
Il Museo delle carrozze è un museo di Napoli che ha sede all'interno di alcuni ambienti del complesso di villa Pignatelli.

## Storia e descrizione
Il progetto del Museo delle carrozze di Villa Pignatelli nasce negli anni '50 del secolo scorso dalla volontà dell'allora Sovrintendente alle Gallerie della Campania Bruno Molajoli di acquisire la ricca collezione di carrozze, calessi e finimenti donati dal marchese di Civitanova Mario D'Alessandro. A questo primo nucleo originario si aggiunsero successivamente altre donazioni da parte di altri mecenati: il marchese Spennati (1960), conte Dusmet (1962), il conte Leonetti di Santojanni (1973) e infine quelle Strigari (1979).
Il museo, ospitato nelle antiche scuderie di Villa Pignatelli, fu inaugurato solo nel 1975; chiuso al pubblico per diversi anni, è stato, poi, restaurato e riaperto nel 2014 con un allestimento museografico innovativo arricchito di apparati didattici multimediali. 
La collezione è costituita da trentaquattro tra carrozze e calessi di produzione italiana, inglese e francese della fine dell'800 ed inizi del '900 ed è corredata da una consistente raccolta di finimenti, morsi e fruste.